# Миндиашвили, Серго Виссарионович
Серго́ Виссарио́нович Миндиашви́ли (1940—2011) — осетинский и грузинский поэт, прозаик, переводчик, заслуженный деятель культуры Республики Южная Осетия.

## Биография
Жил и трудился в Южной Осетии.
Писал на осетинском, грузинском и русском языках.
Автор многих поэтических сборников на осетинском и грузинском.
В разные годы были изданы его поэтические сборники: «Хæрæфырты хуын» («Дар племянника»), «Ныхас хуримæ» («Беседа с солнцем»), «Думы моего солнцестояния» 1981, «Атом или свирель?» 1988, «Экзотическая сказка» 1989, «Колокол надежды» 1990, «Дывыдон арты» («Двойное злосчастье») 2011 и т. д. Посмертно в 2017 году вышел сборник «Уарзын дæ» (Люблю тебя), подготовленный супругой поэта. На русском языке произведения Миндиашвили готовятся к изданию.
Серго Миндиашвили известен не только на своей родине, но и за её пределами: в разное время его произведения переводились на русский, английский, белорусский, украинский, армянский, абхазский и др. языки известными русскими поэтами и переводчиками Александром Грековым, Николаем Гороховым и Людмилой Серостановой.
Член Союза писателей СССР, Международной Ассоциации писательских союзов, член Союза писателей Республики Южная Осетия.

## Семья
Отец — Миндиашвили Виссарион Иосифович, мать — Алборова Тамара Михайловна.
Жена — Цховребова Феня Георгиевна, дочь Лали, внуки — Барсалан и Анна .
Серго Виссарионович по отцу — грузин, по матери — осетин